# Camptoloma mangpua
Camptoloma mangpua là một loài bướm đêm thuộc phân họ Arctiinae, họ Erebidae. Nó là loài đặc hữu của Sikkim.